# Circuito Feminino Future de Tênis 2014
Il Circuito Feminino Future de Tênis 2014 è stato un torneo di tennis facente parte della categoria ITF Women's Circuit nell'ambito dell'ITF Women's Circuit 2014. Il torneo si è giocato a São Paulo in Brasile dal 10 al 16 febbraio 2014 su campi in terra rossa e aveva un montepremi di $25,000.

## Vincitrici

### Singolare
Stephanie Vogt ha battuto in finale  Marina Mel'nikova con il punteggio di 6–1, 6–4

### Doppio
Beatriz García Vidagany /  Dinah Pfizenmaier hanno battuto in finale  Mariana Duque /  Paula Cristina Gonçalves con il punteggio di 7–6(10–8), 4–6, [10–8]